# Andrena komachi
Andrena komachi är en biart som beskrevs av Hirashima 1965. Andrena komachi ingår i släktet sandbin, och familjen grävbin. Inga underarter finns listade i Catalogue of Life.